# 喜山小头蛇
喜山小头蛇（学名：Oligodon albocinctus）为游蛇科小头蛇属的爬行动物。分布于尼泊尔、锡金、印度、缅甸、孟加拉国以及中国大陆的西藏、云南等地，主要栖息于海拔1000-1200米田坝附近的灌丛中。其生存的海拔范围为1000至1200米。该物种的模式产地在印度阿萨姆。

## 保护
本种于2023年被收录入《有重要生态、科学、社会价值的陆生野生动物名录》。